# دافيد ماينز
دافيد ماينز (بالإسبانية: David Mainz Navarro) (21 يونيو 1985 بسادابا في إسبانيا - ) هو لاعب كرة قدم إسباني في مركز الهجوم. لعب مع نادي إيبار ونادي إيركوليس ونادي خورخي ويلسترمان ونادي هويسكا وCD La Muela ‏ ونادي لاريسا وSD Ejea ‏ وCD Zuera ‏.

## روابط خارجية
- دافيد ماينز على موقع قاعدة بيانات كرة القدم.إي يو (الإنجليزية)
- دافيد ماينز على موقع Soccerway.com (الإنجليزية)
- دافيد ماينز على موقع AS.com (الإسبانية)